# Tam Mỹ Đông
Tam Mỹ Đông is een xã in het district Núi Thành, een van de districten in de Vietnamese provincie Quảng Nam. Tam Mỹ Đông heeft ruim 6000 inwoners op een oppervlakte van 17,27 km².

## Geografie en topografie
Tam Mỹ Đông ligt op de linker oever van de Trâu.